# NIX-adresserat
NIX-adresserat är ett svenskt register som ägs av Swedma, i vilket privatpersoner kan spärra sina hemadresser mot adresserad direktreklam.
Spärren gäller inte mot enkäter, marknadsundersökningar, samhällsinformation, politiska kampanjer, religiös upplysning och liknande, och inte heller mot företag som personen är kund hos eller har beställt information från.
Om det föreligger ett etablerat kundförhållande (ingånget avtal) mellan en marknadsförare och en privatperson strider det inte mot god marknadsföringssed att skicka brev till personen för att lämna erbjudanden om samma typ av varor eller tjänster, inte ens om personens telefonnummer finns i NIX-adresserat.
Efter att man kontaktat NIX-adresserat får man en anmälningsblankett skickad till sig med posten. När man skrivit under den och skickat tillbaka den träder spärren i kraft. Spärren får dock inte omedelbart full effekt eftersom marknadsföringsföretagen inte behöver uppdatera sina register gentemot NIX-adresserat oftare än var tredje månad.
Listans internationella motsvarighet kallas Robinsonlista.